# فيض أباد (أصفهان)
فيض أباد هي قرية في مقاطعة أصفهان، إيران. عدد سكان هذه القرية هو 76 في سنة 2006.